# Tyler Ott
Tyler Ott (geboren am  28. Februar 1992 in Tulsa, Oklahoma) ist ein US-amerikanischer American-Football-Spieler auf der Position des Long Snappers. Er spielte College Football für die Harvard University in Cambridge, Massachusetts. Ott wurde 2014 von den New England Patriots als Undrafted Free Agent unter Vertrag genommen. Seit 2024 steht er bei den Washington Commanders unter Vertrag.

## Frühe Jahre und College
Ott besuchte die Jenks High School in Jenks, Oklahoma. An der High School spielte er Football auf den Positionen Tight End und Long Snapper. Außerdem war er an der High School als Basketballspieler und Leichtathlet aktiv. Anschließend ging er auf die Harvard University, wo er von der Saison 2010/2011 bis zur Saison 2013/2014 für das College-Football-Team der Harvard Crimson spielte. In allen vier Jahren am College wurde er als Tight End und Long Snapper eingesetzt. Als Freshman spielte Ott als Tight End und wurde in den Special Teams eingesetzt. In seinem Jahr als Sophomore wurde er zum primären Long Snapper des Teams, spielte aber weiterhin auch als Tight End. In seinem dritten und vierten Jahr wurde er ebenfalls auf beiden Positionen eingesetzt. In seinem Jahr als Junior fing er seinen ersten Pass als Tight End. In seinem Senior-Jahr wurde er schließlich zu einem der beiden Stamm-Tight Ends des Teams. Im Anschluss an seine letzte College-Saison, in der er 15 Pässe für 188 Yards Raumgewinn fing und vier Touchdowns erzielte, wurde er für den Senior Bowl nominiert.
Seinen Abschluss machte er 2014 in Harvard in Wirtschaftswissenschaften. Er nahm als Long Snapper am NFL Draft 2014 teil.

## NFL

### New England Patriots
Nachdem er beim NFL Draft 2014 von keinem Team ausgewählt worden war, nahmen ihn die New England Patriots am 16. Mai 2014 als Undrafted Free Agent unter Vertrag, entließen ihn aber bereits wieder am 18. August 2014. Am 4. März 2015 nahmen die Patriots Ott erneut unter Vertrag, entließen ihn aber wieder am 5. Mai 2015.

### St. Louis Rams
Am 11. Mai 2015 nahmen die St. Louis Rams Ott unter Vertrag, entließen ihn aber wieder am 31. August 2015.

### New York Giants
Nachdem sich im Verlauf der NFL-Saison 2015 beide Long Snapper der New York Giants, Zak DeOssie und Danny Aiken, verletzt hatten, nahmen die Giants Ott am 31. Dezember 2015 unter Vertrag. Seinen ersten NFL-Einsatz hatte Ott im Spiel der Giants gegen die Philadelphia Eagles am 3. Januar 2016. Dieses Spiel blieb sein einziger Einsatz für die Giants, die ihn am 29. August 2016 entließen. Im Oktober 2016 nahmen die Giants Ott erneut in ihren Practice Squad auf, entließen ihn aber im selben Monat wieder.

### Cincinnati Bengals
Am 22. November 2016 nahmen die Cincinnati Bengals Ott in ihren Practice Squad auf und am 26. November 2016 auch in den Hauptkader. Für die Bengals absolvierte er drei Spiele in der regulären NFL-Saison 2016. Am 20. Dezember 2016 entließen die Bengals Ott wieder.

### Seattle Seahawks
Am 3. Januar 2017 wurde er in der Postseason der NFL-Saison 2016 kurz vor den Playoff-Spielen von den Seattle Seahawks als Ersatz für den verletzten Nolan Frese verpflichtet. Er kam bereits am 7. Januar 2017 im Playoff-Spiel der Seahawks gegen die Detroit Lions zum Einsatz. Sein zweites Spiel für Seattle war das Playoff-Spiel am 14. Januar 2017 gegen die Atlanta Falcons, bei dem die Seahawks aus den Playoffs ausschieden. Ab der Saison 2017 wurde Ott Stammspieler der Seahawks auf der Position des Long Snappers und kam in den NFL-Saisons von 2017 bis 2021 in allen Spielen zum Einsatz. 2020 wurde er in den Pro Bowl gewählt. Am 14. September 2022 wurde Ott aufgrund einer Schulterverletzung von den Seahawks bereits vor dem ersten Spiel der Saison 2022 auf die Injured Reserve List gesetzt. Er absolvierte in dieser Saison kein Spiel.

### Baltimore Ravens
Am 25. Juli 2023 nahmen die Baltimore Ravens Ott unter Vertrag, nachdem sich ihr etatmäßiger Long Snapper Nick Moore in der Saisonvorbereitung einen Achillessehnenriss zugezogen hatte.

### Washington Commanders
Am 14. März 2024 schloss Ott sich den Washington Commanders an.

### NFL-Statistiken
| Saison                             | Saison | Spiele | Spiele      | Tackles | Tackles | Tackles | Tackles |
| Jahr                               | Team   | Spiele | als Starter | Gesamt  | Solo    | Ast     | Sacks   |
| ---------------------------------- | ------ | ------ | ----------- | ------- | ------- | ------- | ------- |
| 2015                               | NYG    | 1      | 0           | 0       | 0       | 0       | 0,0     |
| 2016                               | CIN    | 3      | 0           | 0       | 0       | 0       | 0,0     |
| 2017                               | SEA    | 16     | 0           | 3       | 3       | 0       | 0,0     |
| 2018                               | SEA    | 16     | 0           | 1       | 0       | 1       | 0,0     |
| 2019                               | SEA    | 16     | 0           | 0       | 0       | 0       | 0,0     |
| 2020                               | SEA    | 16     | 0           | 0       | 0       | 0       | 0,0     |
| 2021                               | SEA    | 17     | 0           | 0       | 0       | 0       | 0,0     |
| 2022                               | SEA    | 0      | 0           | 0       | 0       | 0       | 0,0     |
| 2023                               | BAL    | 17     | 0           | 4       | 3       | 1       | 0,0     |
| Gesamt                             | Gesamt | 102    | 0           | 8       | 6       | 2       | 0,0     |
| Quelle: pro-football-reference.com |        |        |             |         |         |         |         |

## Privates
Ott kam als Frühgeburt zur Welt. Seine Mutter wurde nach der Geburt von der Hilfsorganisation March of Dimes unterstützt. Ott hat deswegen im Laufe seiner NFL-Karriere immer wieder Spendenaktionen für March of Dimes organisiert. Otts Großvater, Ronnie Hartline, spielte College Football an der University of Oklahoma und wurde im NFL-Draft 1961 von den Detroit Lions ausgewählt.